# Lemondás az öröklésről
A lemondás az öröklésről az öröklésből való kiesés egyik esete.

## A hatályos magyar Polgári Törvénykönyvben

### Fogalma
Aki törvényes öröklésre jogosult, az örökhagyóval kötött írásbeli szerződésben – egészben vagy részben – lemondhat az öröklésről.
A lemondást a szerződési akarat hiánya vagy fogyatékossága miatt a végrendelet megtámadására irányadó szabályok szerint lehet megtámadni.

### A lemondás személyi hatása
A lemondás a lemondó leszármazóira nem hat ki, kivéve, ha a megállapodás így szól, vagy ha az a kötelesrészt elérő kielégítés ellenében történt.
A meghatározott személy javára való lemondás a felek eltérő megállapodásának hiányában arra az esetre szól, ha a meghatározott személy az örökhagyó után örököl. Az örökhagyó leszármazójának lemondása a felek eltérő megállapodásának hiányában a többi leszármazó javára szolgál.

### A lemondás terjedelme
Az öröklésről való lemondás  - a felek eltérő megállapodásának hiányában -  a kötelesrészről való lemondást is jelenti. A kötelesrészről való lemondás ugyanakkor nem jelent egyben lemondást is arról, ami a lemondóra más öröklési jogcímen hárul.
A lemondás -  a felek eltérő megállapodásának hiányában -  kiterjed a hagyatéknak arra a részére is, amivel a lemondó hányada utóbb másnak kiesése következtében növekszik.
A lemondás -  a felek eltérő megállapodásának hiányában - kiterjed arra a vagyonra is, amelyet az örökhagyó a lemondás után szerzett, kivéve, ha olyan rendkívüli vagyonnövekedés következett be, hogy annak ismeretében a lemondó nyilatkozatot feltehetően nem tették volna meg.